# Kai Lenny
 (décembre 2012).
Si vous disposez d'ouvrages ou d'articles de référence ou si vous connaissez des sites web de qualité traitant du thème abordé ici, merci de compléter l'article en donnant les références utiles à sa vérifiabilité et en les liant à la section « Notes et références ».
Kai Lenny, né le 8 octobre 1992, est un surfeur, windsurfeur et kitesurfeur américain. Connu pour sa polyvalence, il est plus souvent désigné comme l'un des meilleurs watermen contemporains. 

## Biographie
Il est né et vit sur l'île de Maui et surfe sur les spots comme Jaws ou Hookipa.
Il devient une première fois champion du monde de stand up paddle de vague en 2010 lors du SUWT (Stand Up World Tour) en gagnant le Sunset Beach Pro et l’Hawaï Island Pro. Il gagne son deuxième titre l'année d’après en gagnant le Sunset Beach Pro et La Torche, France Pro. En 2012 il remporte le premier titre de champion du monde de SUP Race lors des Standup World Series.
En 2013, il remporte un 2e titre de champion du monde en race et un 3e titre en vagues.
Il est aussi connu pour avoir surfé l'immense vague de Jaws sur quatre supports différents dans la même journée en surf tracté, en Sup, en windsurf et en kitesurf.
Il est sponsorisé par Red Bull, Naish, , GoPro, Oakley, MFC fins, et récemment [Quand ?] par Hurley et Nike, ou depuis 2015 Tag Heuer. 
C'est en 2015 que Kai Lenny fait sa première apparition sur le WSL (World Surf League) Big Wave Tour, en tant qu'invité local sur l'étape de Jaws à Hawaii, qu'il considère d'ailleurs comme son spot préféré (ou son home break). Ce n'est cependant qu'en 2016 qu'il devient compétiteur à part entière du Big Wave Tour. Il aura alors l'occasion de surfer Jaws, mais aussi certains spots qui lui sont moins voire pas du tout familiers, comme Nazaré au Portugal ou Puerto Escondido en Californie mexicaine, étape qu'il remportera d'ailleurs en 2017. L'édition 2018 du Big Wave Tour lui offre une seconde place à Jaws et une troisième place mondiale derrière le sud africain Grant Baker et l'hawaiien Billy Kemper. 
Malgré ses résultats en compétition, Kai Lenny se définit davantage comme un outsider du surf, préférant volontiers l'appellation de waterman. Il ne se limite en effet pas à une discipline et surfe des vagues gigantesques aussi bien en planche à voile, qu'en kite surf, qu'en surf, ou plus récemment qu'en foil (ou hydrofoil). Il a initié bon nombre d'éminents surfeurs au foil, à l'image de son ami Jamie O'Brien, de Julian Wilson ou encore de Kelly Slater. 